# Furejdis
Furejdis (arabsky فريديس , hebrejsky פֻרֵידִיס, v oficiálním přepisu do angličtiny Fureidis) je místní rada (malé město) v Izraeli, v Haifském distriktu.

## Geografie

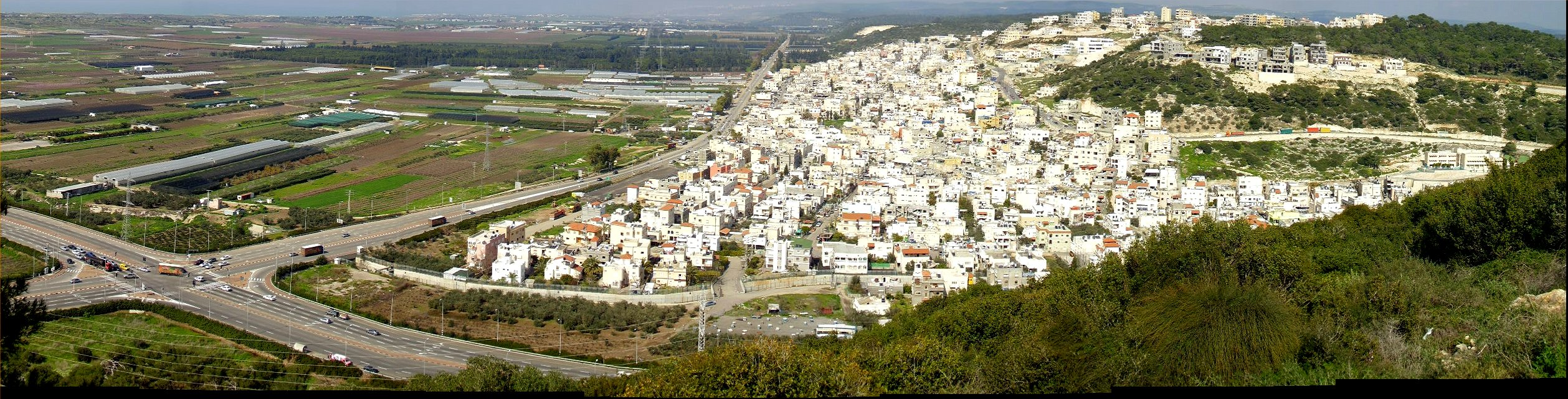
Celkový pohled na Furejdis od jihu, od města Zichron Ja'akov

Leží v nadmořské výšce 33 metrů na pahorcích na rozmezí pobřežní planiny a pohoří Karmel, respektive na něj navazující náhorní planiny Ramat Menaše, cca 60 kilometrů severoseverovýchodně od centra Tel Avivu a cca 25 kilometrů jižně od centra Haify.
Jižně od obce vstupuje do pobřežní nížiny hlubokým zářezem vádí Nachal Dalija, na jehož protějším břehu se zvedá vrch Giv'at Eden.
Město leží na okraji hustě osídlené krajiny s intenzivně zemědělsky využívanou půdou. Je vzdáleno cca 3 kilometry od břehu Středozemního moře. Furejdis je osídlen izraelskými Araby a tvoří tak arabskou enklávu v jinak zcela židovském osídlení tohoto regionu. Na jihu sousedí s židovským městem Zichron Ja'akov. Furejdis je na dopravní síť napojen pomocí severojižního tahu Dálnice číslo 2. Po jižním okraji obce vybíhá Dálnice číslo 70, která vede napříč hřbetem karmelského pohoří, které lemuje Furejdis po východní straně.

## Dějiny
Furejdis je arabské město, které se vyvinulo z původní arabské vesnice. Založili ji v 80. letech 19. století Beduíni z kmene al-Awarna. Během první arabsko-izraelské války v letech 1948–1949 byla dobyta izraelskými silami, ale nebyla vysídlena. Populaci pak posílili četní Arabové z okolních vesnic. Na místní radu byla povášena roku 1952.

## Demografie
Podle údajů z roku 2005 tvořili 99,9 % obyvatel ve Furejdis muslimští Arabové. Jde o středně velké sídlo městského typu s dlouhodobě rostoucí populací. K 31. prosinci 2015 zde žilo 12 400 lidí.
| Rok            | 1922 | 1931 | 1945 | 1948 | 1955  | 1961  | 1972  | 1980  | 1983  | 1990  |
| -------------- | ---- | ---- | ---- | ---- | ----- | ----- | ----- | ----- | ----- | ----- |
| Počet obyvatel | 355  | 454  | 780  | 891  | 1 400 | 1 953 | 3 403 | 4 800 | 5 224 | 6 700 |

| Rok            | 1993  | 1994  | 1995  | 1996  | 1997  | 1998  | 1999  | 2000  |
| -------------- | ----- | ----- | ----- | ----- | ----- | ----- | ----- | ----- |
| Počet obyvatel | 7 400 | 7 600 | 7 549 | 7 900 | 8 100 | 8 300 | 8 500 | 8 900 |

| Rok            | 2001  | 2002  | 2003  | 2004  | 2005   | 2006   | 2007   | 2008   | 2009   | 2010   | 2011   | 2012   | 2013   | 2014   | 2015   |
| -------------- | ----- | ----- | ----- | ----- | ------ | ------ | ------ | ------ | ------ | ------ | ------ | ------ | ------ | ------ | ------ |
| Počet obyvatel | 9 100 | 9 300 | 9 600 | 9 800 | 10 000 | 10 300 | 10 500 | 10 810 | 11 014 | 11 300 | 11 500 | 12 100 | 11 900 | 12 100 | 12 400 |